# Джейсон Соса
Джейсон Соса (ісп. Jason Sosa; нар. 10 березня 1988) — американський боксер-професіонал пуерто-риканського походження, який виступав в другій напівлегкій ваговій категорії. Чемпіон світу за версією WBA (Regular) (2016—2017) у другій напівлегкій вазі.

## Біографія
Народився 10 березня 1988 року в місті Камден (США), за національністю пуерториканець.
Провів два бої в любителях. Перейшов у профі у віці 21 року, а до того готував піцу.

## Професіональна кар'єра
Професіональну кар'єру боксера Соса почав у листопаді 2009 року.
24 червня 2016 року відбувся бій Джейсона Соси з досвідченим небитим домініканським боксером Хав'єром Фортуна (29-0-1), який володів титулом чемпіона світу за версією WBA в другій напівлегкій вазі. Перемігши його технічним нокаутом в 11-му раунді, Соса завоював титул регулярного чемпіона світу за версією WBA.
Джейсон відмовився від титулу WBA (Regular), аби провести поєдинок проти Василя Ломаченко за титул чемпіона WBO в другій напівлегкій вазі. 8 квітня 2017 року Соса програв Ломаченкові технічним рішенням (RTD).
2 листопада 2019 року вийшов на бій за титул чемпіона світу за версією WBC у другій напівлегкій вазі проти Мігеля Берчельта (Мексика) і програв нокаутом у четвертому раунді, після чого завершив кар'єру.